# Insieme localmente chiuso
In matematica, un sottoinsieme {\displaystyle S} di uno spazio topologico {\displaystyle (X,\mathrm {T} )} si dice localmente chiuso se soddisfa le seguenti condizioni equivalenti:
- {\displaystyle S} è aperto nella sua chiusura;
- {\displaystyle S} è aperto in un chiuso di {\displaystyle X};
- {\displaystyle S} è chiuso in un aperto di {\displaystyle X};
- per ogni punto {\displaystyle x} di {\displaystyle S} esiste un intorno aperto {\displaystyle U} di x tale che {\displaystyle S\cap U} è chiuso in {\displaystyle U};
- {\displaystyle S} è intersezione di un aperto e un chiuso di {\displaystyle X}.

## Osservazioni
Se {\displaystyle S} è un sottoinsieme localmente chiuso di {\displaystyle X}, allora l'insieme {\displaystyle \Omega =(X\setminus {\bar {S}})\cup S} è il più grande aperto di {\displaystyle X} in cui {\displaystyle S} è chiuso. Infatti, se {\displaystyle A} è un altro aperto in cui {\displaystyle S} è chiuso risulta {\displaystyle S={\bar {S}}\cap A} e quindi {\displaystyle \Omega =(X\setminus {\bar {S}})\cup ({\bar {S}}\cap A)=((X\setminus {\bar {S}})\cup {\bar {S}}))\cap ((X\setminus {\bar {S}})\cup A)=(X\setminus {\bar {S}})\cup A} per cui {\displaystyle \Omega } è aperto e {\displaystyle A\subseteq \Omega }.

## Esempi
- Nella retta reale, l'intervallo [0, 1) è localmente chiuso, in quanto intersezione dell'aperto (-a, 1) e del chiuso [0, 1+a] (con a>0).
- Il sottoinsieme {\displaystyle A=\{(x,y)\in \mathbb {R} ^{2}:y>0,\ x^{2}+y^{2}\leq 1\}\cup \{(x,y)\in \mathbb {R} ^{2}:y\leq 0,\ x^{2}+y^{2}<1\}} di {\displaystyle \mathbb {R} ^{2}} munito della usuale topologia euclidea è localmente chiuso.
- Ogni sottovarietà differenziabile di {\displaystyle \mathbb {R} ^{n}} è uno spazio localmente chiuso.